# David Stempel

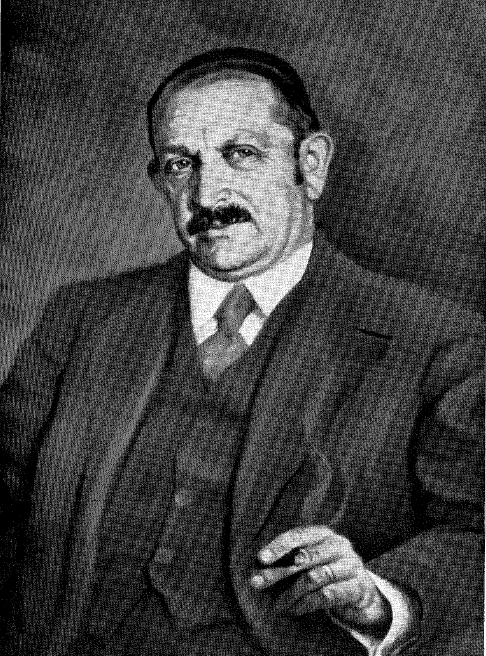
David Stempel

David Stempel (* 9. September 1869 in Lambsheim; † 1. November 1927 in Frankfurt am Main) war ein deutscher Schriftgießer und Unternehmer.

## Leben

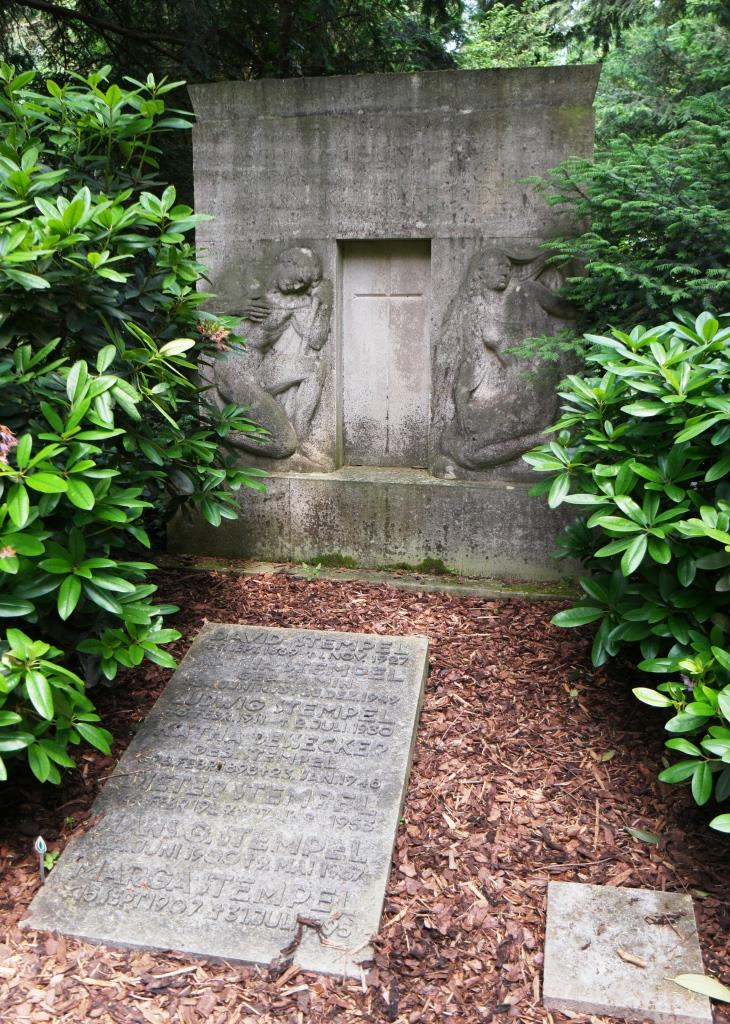
Familiengrab David Stempel auf dem Hauptfriedhof in Frankfurt am Main

Am 15. Januar 1895 gründete der Kaufmann David Stempel, der zuvor bei der Schriftgießerei Roos & Junge in Offenbach am Main tätig gewesen war, in Sachsenhausen die Schriftgießerei D. Stempel. Sie verfügte zunächst über zwei Maschinen und beschäftigte zwei Arbeitskräfte. Anfänglich fertigte sie den Guss von Ausschluss und Füllmaterial. Nach dem Erwerb der Schriftgießerei Juxberg-Rust in Offenbach begann das Unternehmen 1897 mit dem Schnitt und Guss von Werk- und Auszeichnungsschriften. 
Im Jahr 1898 nahm Stempel seinen Schwager, den Ingenieur Wilhelm Cunz (1869–1951), und den Schriftgießer Peter Scondo (1854–1908) als Teilhaber in das Unternehmen auf. Zur Gießerei kamen nun eine Stempelschneiderei, eine Maschinenfabrik für Spezialmaschinen und Hilfsapparate für die Schriftgießerei (1899), eine galvanoplastische Abteilung (1902), eine Schreinerei, eine Buchbinderei, eine Hausdruckerei und schließlich 1903 eine Messinglinienfabrik hinzu. 
Stempel gehörte 1901 zu den Mitbegründern der Gutenberg-Gesellschaft und förderte das Gutenberg-Museum in Mainz. Er war seit 1915 Mitglied der evangelisch-lutherischen Stadtsynode und von 1921 bis 1927 stellvertretender Präses der vereinigten evangelisch-lutherischen und evangelisch-reformierten Stadtsynode. Er gehörte der Verfassunggebenden Kirchenversammlung und der Landeskirchenversammlung der Evangelischen Landeskirche Frankfurt am Main an.

## Ehrungen
Die David-Stempel-Straße im Stadtteil Sachsenhausen von Frankfurt am Main wurde nach dem Unternehmer benannt.